# Mika Väyrynen
Mika Väyrynen (Eskilstuna, Suecia, 28 de diciembre de 1981) es un exfutbolista finlandés que jugaba de centrocampista..
A principios de enero de 2018 anunció su retirada como futbolista para convertirse en entrenador.

## Selección nacional
Fue internacional con la selección de fútbol de Finlandia en 63 ocasiones en las que anotó 5 goles.

## Clubes

### Como jugador
| Club               | País           | Año       |
| ------------------ | -------------- | --------- |
| F. C. Lahti        | Finlandia      | 1999-2000 |
| F. C. Jokerit      | Finlandia      | 2001      |
| S. C. Heerenveen   | Países Bajos   | 2001-2005 |
| PSV Eindhoven      | Países Bajos   | 2005-2008 |
| S. C. Heerenveen   | Países Bajos   | 2008-2011 |
| Leeds United F. C. | Inglaterra     | 2011-2012 |
| HJK Helsinki       | Finlandia      | 2012-2014 |
| Los Angeles Galaxy | Estados Unidos | 2015      |
| HIFK Helsinki      | Finlandia      | 2016-2017 |

### Como entrenador
| Club     | País      | Año  |
| -------- | --------- | ---- |
| Klubi-04 | Finlandia | 2021 |

## Palmarés

### Títulos nacionales
| Título                   | Club             | País         | Año     |
| ------------------------ | ---------------- | ------------ | ------- |
| Eredivisie               | PSV Eindhoven    | Países Bajos | 2005-06 |
| Eredivisie               | PSV Eindhoven    | Países Bajos | 2006-07 |
| Eredivisie               | PSV Eindhoven    | Países Bajos | 2007-08 |
| Copa de los Países Bajos | S. C. Heerenveen | Países Bajos | 2008-09 |
| Veikkausliiga            | HJK Helsinki     | Finlandia    | 2012    |
| Veikkausliiga            | HJK Helsinki     | Finlandia    | 2013    |
| Veikkausliiga            | HJK Helsinki     | Finlandia    | 2014    |
| Copa de Finlandia        | HJK Helsinki     | Finlandia    | 2014    |